# Iconostase

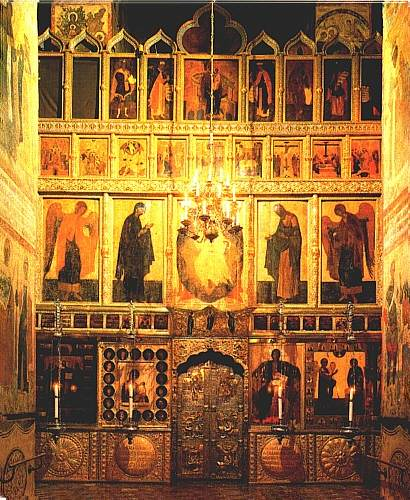
Iconostase in Moskou

Een iconostase is een wand samengesteld uit iconen in de orthodoxe kerken. De altaarruimte wordt door deze iconostase afgeschermd voor de blikken van de gewone gelovigen. De altaarruimte, het "allerheiligste", mag enkel door de priester, diaken en altaardienaar worden betreden. In de westerse kerk kent de iconostase zijn pendant in de communiebank, het doksaal en het koorhek.

## Geschiedenis
Al in vroegchristelijke kerkgebouwen werd de altaarplaats gescheiden door een barrière. Men wilde de plaats waar enkel de geestelijke zich mocht begeven ook zichtbaar afbakenen. Het lijkt meer dan waarschijnlijk dat daarvoor gebruik werd gemaakt van "dranghekkens", zoals die in de heidense tijden ook de keizer of magistraat van het gewone volk afscheidden. Dit soort hekkens is onder meer te zien is op de zuil van Theodosius die de Hippodroom van Istanboel (Constantinopel) siert.

### Byzantijnse iconostase

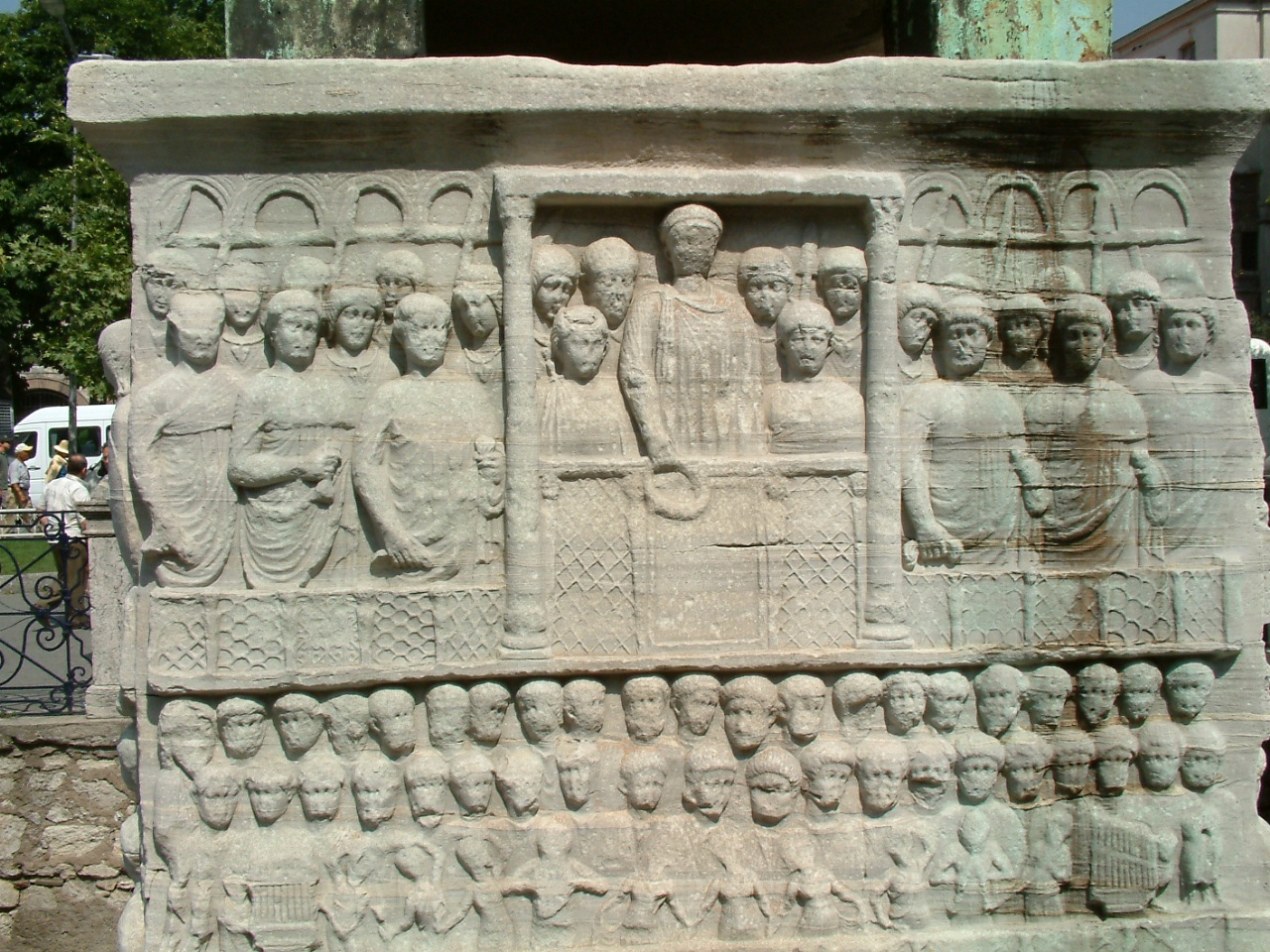
Zuil van Theodosius

Over de byzantijnse iconostase voor het iconoclasme is weinig bekend. De byzantijnen spraken bovendien zelf nooit over iconostase, maar gebruikten de term "templon" (τέμπλον). Na het iconoclasme zien we vaak marmeren "templa" opduiken met de afbeelding van heiligen, maar het gaat nog steeds om weinig uitgewerkte iconografische programma's. In de elfde eeuw verschenen in de kerkgebouwen houten platen die aan een architraaf werden bevestigd en waarop verschillende afbeeldingen werden geschilderd (het gebruik van hout wijt men aan een algemene verarming van het rijk). Een benaderend idee van hoe de byzantijnse koorafsluiting er moet uitgezien hebben, is te vinden in de kathedraal van het Italiaanse Torcello.
De uiteindelijke iconostase zoals we die nu kennen, vindt zijn oorsprong in het Derde Rome.

### Russische iconostase
Het eerste grote Russische iconencentrum was in de handelsmetropool Novgorod. Volgens sommigen was de byzantijn Theophanes (Feofan) in 1370, verantwoordelijk voor de decoratie in de Annunciatiekerk. Dit werd een beslissende stap was in de ontwikkeling van de iconostase. De kerken in de streek waren meestal van hout voorzien en konden dus niet met fresco's beschilderd worden. Het is de these van enkele auteurs (onder meer Labrecque-Pervouchine) dat dit feit de productie van een groter aantal iconen heeft gestimuleerd. Via de emigratie van Theophanes naar Moskou (in 1395), waar hij mentor van Andrej Roebljov zou worden, heeft Novgorod dus een grote rol gespeeld in de ontwikkeling van de iconostase.
De bloei van de Russische iconenkunst valt echter samen met de politieke opgang van Moskou als nieuwe hoofdstad van het Rijk (14de - 15de eeuw). Op vrij jonge leeftijd trad Andrej Roebljov binnen in het Triniteisklooster dat door de heilige Sergej van Radonezj (ca. 1306-1430) was gesticht. Kronieken vermelden dat deze monnik samen met Theophanes en de monnik Prochor van Godorec de iconostase schilderde van de Annunciatiekerk op het Kremlin, een kunstwerk dat tijdens de grote brand van Moskou in 1547 beschadigd zou raken. Algemeen wordt aangenomen dat dit drietal daarmee een van de eerste klassieke iconostasen in Moskou schilderde. In dit stadium van het onderzoek kan niemand echt antwoord geven op wat de doorslag gaf bij de creatie toen van een nieuw concept - een iconostase met vijf rijen - maar het feit blijft dat deze creatie onmiddellijk als canoniek werd aanvaard in de Russische wereld.

## Indeling
De klassieke iconostase met vijf rijen verbergt een doordacht theologisch programma. Hieronder volgt een beschrijving van boven naar onder van de stereotiepe indeling van de iconostase. In de praktijk zijn altijd (grote) afwijkingen mogelijk.

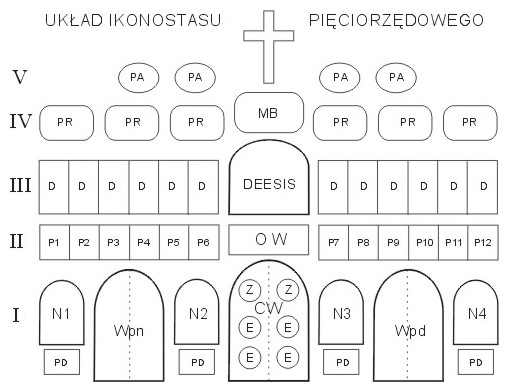
Schema van de iconostase

#### Rij vijf
De hoogste rij (5) toont ons de patriarchen of aartsvaders. In het midden staat een kruis of de icoon van de oudtestamentische Drievuldigheid, als eeuwig begin van de heilsgeschiedenis. Vanaf de tweede helft van de 16de eeuw begon men ook de paterniteit als "eerste icoon" op te hangen. Dit gebeurde tot aan het concilie van Moskou (1666-67). Dit concilie zou immers het afbeelden van de God Vader verbieden (canon XLIII).

#### Rij vier
Rij vier stelt de profeten van Mozes tot Jezus voor.
De afgebeelde profeten hebben vaak rollen bij zich met hun eigen profetie over de Incarnatie. Daarbij wenden zij zich tot de eerste icoon van de rij: de Platytera. Dit is een illustratie van Maria met Jezus in haar schoot. Deze illustratie is gebaseerd op Jesaja 7:14 en Mattheus 1:23.

#### Rij drie
De derde rij brengt ons naar gebeurtenissen van het Nieuwe Testament. Het leven van Jezus komt hier aan bod. Er worden tevens de twaalf grote feesten uit de orthodoxe kerk afgebeeld: de Dodekaorton. Meestal wordt aan deze rij ook nog het verrijzenis-icoon toegevoegd. De iconen kunnen volgens de chronologie van de gebeurtenissen of volgens die van het (orthodoxe) kerkelijke jaar worden opgehangen.

#### Rij twee
Met de tweede rij komen we aan het eigenlijke centrum van de iconostase: de uitgebreide Deësis. Het intercessiegebed van Maria en Johannes de Doper wordt gedeeld door een rij engelen en heiligen die paarsgewijs aansluiten. Eerst komen de engelen Michaël en Gabriël, vervolgens Petrus en Paulus, twee paren evangelisten en daarna andere kerkvaders, martelaren of monniken. De schare heiligen komt tussen in een smeekgebed voor de mensheid en keert zich naar de oordelende rechter die op de centrale icoon staat afgebeeld. Christus is in deze rij tegelijk de hogepriester van de liturgie en de rechter van het komende oordeel: liturgie en eschatologie komen samen. Rijen twee en drie worden in de praktijk soms omgewisseld.

#### Rij een
Onderaan ten slotte krijgen we de lokale rij of de toegang tot het heiligdom. Links van de koninklijke deur hangt de icoon van de moeder Gods, rechts die van Christus Pantokrator. Deze laatste kan echter ook vervangen worden door een afbeelding van het wijdingsfeest van de kerk. Onder meer de beroemdste icoon ooit, de Triniteit van Andrej Roebljov werd in 1425 geschilderd om in het Triniteitsklooster rechts van de deur opgehangen te worden. Links en rechts worden lokale heiligen afgebeeld. Op de twee zijdeuren zijn dit vaak Johannes Chrysostomus en Basilius de Grote. Zij worden gezien als de twee grote kerkvaders van de Goddelijke Liturgie. Evengoed kan de thematiek op de twee deuren echter over het paradijs gaan. Op de centrale deur zien we vaak de vier evangelisten, met daarboven de Annunciatie. Deze voorstellingen hangen nauw samen met de liturgie. Onder de grote Deesis-icoon van Christus komt men het paradijs binnen.